# Marlon Yared
Marlon Muraguti Yared (Guaíra, 27 luglio 1977) è un pallavolista brasiliano, palleggiatore del Vôlei Pró.

## Palmarès

### Club
- Campionato Paulista: 1

2005
- Coppa San Paolo: 1

2005
- Campionato sudamericano per club: 1

1997

### Nazionale (competizioni minori)
- Campionato sudamericano Under-19 1994
- Campionato mondiale Under-21 1997
- Memorial Hubert Wagner 2010

### Premi individuali
- 2005 - Superliga: Miglior palleggiatore
- 2010 - Memorial Hubert Wagner: Miglior palleggiatore